# Bohuslav Škereň
Bohuslav Škereň (* 18. července 1944) je bývalý český fotbalista, záložník.

## Fotbalová kariéra
V československé lize hrál za TŽ Třinec. Nastoupil ve 106 ligových utkáních a dal 14 ligových gólů.

## Ligová bilance
| Ročník                                   | Zápasy | Góly | Klub      |
| ---------------------------------------- | ------ | ---- | --------- |
| 1. československá fotbalová liga 1970/71 | 22     | 4    | TŽ Třinec |
| 1. československá fotbalová liga 1971/72 | 29     | 6    | TŽ Třinec |
| 1. československá fotbalová liga 1972/73 | 30     | 0    | TŽ Třinec |
| 1. československá fotbalová liga 1974/75 | 25     | 4    | TŽ Třinec |
| CELKEM                                   | 106    | 14   |           |